# 作用量-角度坐标
在經典力學裏，作用量-角度坐標（action-angle coordinate）是一組正則坐標，通常在解析可積分系統 (Integrable system) 時，有很大的用處。應用作用量-角度坐標的方法，不需要先解析運動方程式，就能夠求得振動或旋轉的頻率。作用量-角度坐標主要用於完全可分的 哈密頓-亞可比方程式（哈密頓量顯性地不含時間，也就是說，能量保持恆定）。作用量-角度變數可以用來定義一個環面不變量。因為，保持作用量的不變設定了環的曲面，而角度是環面的另外一個坐標，粒子依照著角度，捲繞於環面。
在量子力學早期，波動力學發展成功之前，波耳-索末菲量子化條件 (Bohr-Sommerfeld quantization) 是研究量子力學的利器。此條件闡明，作用量必須是普朗克常數常數的整數倍。愛因斯坦對於  深刻的理解 與 非可積分系統 量子化的困難，都是以 作用量-角度坐標的環面不變量 來表達。
在哈密頓力學裏，作用量-角度坐標也可以應用於微擾理論，特別是在決定緩漸不變量。關於一個自由度很小的動力系統的非線形微擾，混沌理論研究的最早的一個結果是  。這定理闡明，對於微小微擾，環面不變量是穩定的。
作用量-角度坐標，對於戶田晶格 (Toda field theory) 的解析，對於  的定義，更廣義地，對於一個系統同光譜 (isospectral) 演化的構想，都佔有關鍵地位。

## 導引

### 保守的哈密頓量系統
主條目：哈密頓特徵函數
假設，在一個物理系統裏，哈密頓量是保守的，也就是說，哈密頓量 {\displaystyle {\mathcal {H}}} 不顯含時間；
{\displaystyle {\mathcal {H}}(\mathbf {q} ;\ \mathbf {p} )=a_{\mathcal {H}}} ；
其中，{\displaystyle a_{\mathcal {H}}} 是運動常數，{\displaystyle \mathbf {q} } 是廣義坐標，{\displaystyle \mathbf {p} } 是廣義動量。
採用哈密頓特徵函數 {\displaystyle W(\mathbf {q} ;\ \mathbf {P} )} 為正則變換的第二型生成函數。變換方程式為
{\displaystyle \mathbf {p} ={\frac {\partial W}{\partial \mathbf {q} }}} ，
{\displaystyle \mathbf {Q} ={\frac {\partial W}{\partial \mathbf {P} }}} ；
其中，{\displaystyle \mathbf {Q} } 是新廣義坐標，{\displaystyle \mathbf {P} } 是新廣義動量。
新哈密頓量 {\displaystyle {\mathcal {K}}} 與舊哈密頓量 {\displaystyle {\mathcal {H}}} 相等：
{\displaystyle {\mathcal {K}}(\mathbf {Q} ;\ \mathbf {P} )={\mathcal {H}}(\mathbf {q} ;\ \mathbf {p} )=a_{\mathcal {H}}} 。
新廣義動量的哈密頓方程式為
{\displaystyle {\dot {\mathbf {P} }}=-{\frac {\partial {\mathcal {K}}}{\partial Q}}=0,\!} 。
所以，新廣義動量是常數 {\displaystyle \mathbf {a} } ：
{\displaystyle \mathbf {P} =\mathbf {a} } ，
假設，這物理系統的哈密頓-亞可比方程式 {\displaystyle {\mathcal {H}}\left(\mathbf {q} ,\ {\frac {\partial W}{\partial \mathbf {q} }}\right)=a_{\mathcal {H}}} 為完全可分的，則哈密頓特徵函數 {\displaystyle W(\mathbf {q} ;\ \mathbf {P} )} 可以分離為 {\displaystyle n} 個函數 {\displaystyle W_{i}} ：
{\displaystyle W(\mathbf {q} ;\ \mathbf {a} )=\sum _{i=1}^{n}\ W_{i}(q_{i};\ \mathbf {a} )} 。
哈密頓特徵函數與新舊正則坐標的關係是
{\displaystyle p_{i}={\frac {\partial W_{i}(q_{i};\ \mathbf {a} )}{\partial q_{i}}}} ，
{\displaystyle Q_{i}=\sum _{j=1}^{n}\ {\frac {\partial W_{j}(q_{j};\ \mathbf {a} )}{\partial a_{i}}}} 。

### 週期性運動
假若，粒子的運動是週期性運動，最常見的例子如振動或旋轉都是週期性運動，則可以設計一個新正則坐標－作用量-角度坐標 {\displaystyle (\mathbf {w} ,\ \mathbf {J} )} 。定義作用量為
{\displaystyle J_{i}\equiv \oint p_{i}dq_{i}} ；
這閉路徑積分的路徑是粒子運動一週期的路徑。
由於廣義動量 {\displaystyle p_{i}} 只跟 {\displaystyle q_{i}} 、{\displaystyle \mathbf {a} } 有關，經過積分，作用量{\displaystyle J_{i}} 只跟 {\displaystyle \mathbf {a} } 有關。所以，作用量向量 {\displaystyle \mathbf {J} } 只是個常數向量。哈密頓特徵函數可以表達為
{\displaystyle W(\mathbf {q} ;\ \mathbf {J} )=\sum _{i=1}^{n}\ W_{i}(q_{i};\ \mathbf {J} )} 。
雖然是同樣的物理量，函數的參數不同，形式也不同。
定義角度 {\displaystyle \mathbf {w} } 為
{\displaystyle w_{i}\equiv {\frac {\partial W}{\partial J_{i}}}=\sum _{j=1}^{n}\ {\frac {\partial W_{j}(q_{j};\ \mathbf {J} )}{\partial J_{i}}}} 。
由於所有的廣義坐標 {\displaystyle q_{i}} 都相互獨立，所有的廣義動量 {\displaystyle p_{i}} 也都相互獨立，所以，所有的作用量 {\displaystyle J_{i}} 都相互獨立，作用量-角度坐標可以正確的用為正則坐標。這樣，哈密頓特徵函數可以用正則坐標作用量-角度坐標表達為
{\displaystyle W(\mathbf {w} ;\ \mathbf {J} )=\sum _{i=1}^{n}\ W_{i}(w_{i};\ \mathbf {J} )} 。
新哈密頓量 {\displaystyle {\mathcal {K}}'} 與舊哈密頓量 {\displaystyle {\mathcal {H}}} 相等：
{\displaystyle {\mathcal {K}}'(\mathbf {w} ;\ \mathbf {J} )={\mathcal {H}}(\mathbf {q} ;\ \mathbf {p} )=a_{\mathcal {H}}} 。
因為作用量 {\displaystyle J_{i}=J_{i}(\mathbf {a} )} 只是常數向量，所以，
{\displaystyle -{\dot {J}}_{i}={\frac {\partial {\mathcal {K}}'}{\partial w_{i}}}=0} 。
新哈密頓量 {\displaystyle {\mathcal {K}}'={\mathcal {K}}'(\mathbf {J} )} ，只跟作用量 {\displaystyle \mathbf {J} } 有關，跟角度 {\displaystyle \mathbf {w} } 無關。
角度 {\displaystyle w_{i}} 隨時間的導數 {\displaystyle \nu _{i}} ，可以用哈密頓方程式決定：
{\displaystyle \nu _{i}(\mathbf {J} )={\dot {w}}_{i}={\frac {\partial {\mathcal {K}}'}{\partial J_{i}}}} 。
每一個 {\displaystyle J_{i}} 都是常數，所以，{\displaystyle \nu _{i}(\mathbf {J} )} 也是常數：
{\displaystyle w_{i}=\nu _{i}t+\beta _{i}} ；
其中，{\displaystyle \beta _{i}} 是積分常數。

### 運動頻率
假設原本廣義坐標 {\displaystyle q_{i}} 的振蕩或旋轉的運動週期為 {\displaystyle T_{i}} ，則其對應的角度變數 {\displaystyle w_{i}} 的改變是 {\displaystyle \Delta w_{i}=\nu _{i}T_{i}} 。進一步了解物理量 {\displaystyle \nu _{i}} 的性質，猜想 {\displaystyle \nu _{i}} 與廣義坐標 {\displaystyle q_{i}} 週期性運動的頻率有關。可是，因為角度 {\displaystyle w_{i}} 是廣義座標 {\displaystyle \mathbf {q} } 與作用量 {\displaystyle \mathbf {J} } 的函數，無法確定前面的猜想。為了證實這論點，計算週期 {\displaystyle T_{i}} ：
{\displaystyle T_{i}=\oint dt=\oint {\frac {dq_{i}}{\dot {q_{i}}}}=\oint {\cfrac {dq_{i}}{\ \ {\cfrac {\partial {\mathcal {H}}}{\partial p_{i}}}\ \ }}} 。
新哈密頓量 {\displaystyle {\mathcal {K}}'(\mathbf {J} )} 與舊哈密頓量 {\displaystyle {\mathcal {H}}} 相等。所以，
{\displaystyle {\frac {\partial {\mathcal {H}}}{\partial p_{i}}}=\sum _{j=1}^{n}{\frac {\partial {\mathcal {K}}'}{\partial J_{j}}}{\frac {\partial J_{j}}{\partial p_{i}}}=\sum _{j=1}^{n}\nu _{j}{\frac {\partial J_{j}}{\partial p_{i}}}} 。
假若 {\displaystyle q_{j}} 是個循環坐標，那麼，其共軛動量 {\displaystyle p_{j}} 必是個常數，可以從作用量的定義積分內提出來：
{\displaystyle J_{j}\equiv \oint p_{j}dq_{j}=p_{j}\oint dq_{j}=p_{j}\ell } ；
其中，{\displaystyle \ell } 是 {\displaystyle q_{j}} 運動一週期的值。
這樣，
{\displaystyle {\frac {\partial {\mathcal {H}}}{\partial p_{i}}}=\sum _{j=1}^{n}\nu _{j}\delta _{ij}\,\ell =\nu _{i}\,\ell } 。
代入週期 {\displaystyle T_{i}} 的公式，
{\displaystyle T_{i}=\oint {\frac {dq_{i}}{\nu _{i}(\mathbf {J} )\,\ell }}={\frac {1}{\nu _{i}}}} 。
肯定地，{\displaystyle \nu _{i}} 是廣義坐標 {\displaystyle q_{i}} 的頻率。
假若 {\displaystyle q_{j}} 不是循環坐標，則不能將其共軛動量 {\displaystyle p_{j}} 從作用量的定義積分內提出來，必須採用另外一個方法計算。從角度的定義，可以察覺角度 {\displaystyle w_{i}} 跟廣義坐標 {\displaystyle \mathbf {q} } 、作用量 {\displaystyle \mathbf {J} } 有關： 
{\displaystyle w_{i}=w_{i}(\mathbf {q} ;\ \mathbf {J} )} 。
保持作用量不變，角度的虛位移 {\displaystyle \delta w_{i}} 是：
{\displaystyle \delta w_{i}=\sum _{j=1}^{n}{\frac {\partial w_{i}}{\partial q_{j}}}dq_{j}} 。
在一個週期性物理系統裏，每一個廣義坐標 {\displaystyle q_{i}} 都有它運動的週期 {\displaystyle T_{i}} 。假若，其中有任何廣義坐標的週期與別的廣義坐標的週期不相同，則稱此物理系統為多重週期性物理系統。假若，兩個廣義坐標的週期不同 {\displaystyle T_{1}} 、{\displaystyle T_{2}} 。在做閉路徑積分的時候，就必須使用使用一個新的週期 {\displaystyle T} ，讓閉路徑積分能夠開始與結束於同一點．假若，兩個週期的比例是個有理數，則稱這兩個週期互相可通約的。設定新週期為
{\displaystyle T=m_{1}T_{1}+m_{2}T_{2}} ；
其中，{\displaystyle {\frac {T}{T_{1}}}} 、{\displaystyle {\frac {T}{T_{2}}}} 、{\displaystyle m_{1}} 、{\displaystyle m_{2}} ，都是正值的整數。
同樣地，在多重週期性物理系統裏，假若，每一個廣義坐標的週期與其它的廣義坐標的週期都是互相可通約的，則此系統是完全可通約的，稱此系統為完全可通約系統。那麼，新週期 {\displaystyle T} 為
{\displaystyle T=\sum _{i=1}^{n}m_{i}T_{i}} ；
其中，{\displaystyle {\frac {T}{T_{i}}}} 、{\displaystyle m_{i}} ，都是正值的整數。
經過一個週期 {\displaystyle T} ，角度 {\displaystyle w_{i}} 的變化是：
{\displaystyle \Delta w_{i}=\nu _{i}m_{i}T_{i}=\oint \sum _{j=1}^{n}{\frac {\partial w_{i}}{\partial q_{j}}}dq_{j}=\oint \sum _{j=1}^{n}\sum _{k=1}^{n}{\frac {\partial ^{2}W_{k}(q_{k};\ \mathbf {J} )}{\partial q_{j}\ \partial J_{i}}}dq_{j}} 。
由於作用量 {\displaystyle J_{i}} 是個常數，可以將它從積分內提出： 
{\displaystyle \Delta w_{i}={\frac {d}{dJ_{i}}}\oint \sum _{j=1}^{n}\sum _{k=1}^{n}{\frac {\partial W_{k}(q_{k};\ \mathbf {J} )}{\partial q_{j}}}dq_{j}={\frac {d}{dJ_{i}}}\oint \sum _{j=1}^{n}p_{j}dq_{j}={\frac {d}{dJ_{i}}}\sum _{j=1}^{n}m_{j}J_{j}=m_{i}} 。
所以，頻率是 
{\displaystyle \nu _{i}(\mathbf {J} )={\frac {1}{T}}} 。
假若，有任何兩個互相不可通約的廣義坐標 {\displaystyle q_{i}} 、{\displaystyle q_{j}} ，其週期 {\displaystyle T_{i}} 、{\displaystyle T_{j}} 的比例是無理數。那麼，{\displaystyle q_{i}} 不可能與 {\displaystyle q_{j}} 同時回到同一點。雖然如此，有理論證明，{\displaystyle \nu _{i}} 、{\displaystyle \nu _{i}} 仍舊分別是 {\displaystyle q_{i}} 、{\displaystyle q_{j}} 的頻率。

### 傅立葉級數
角度 {\displaystyle \mathbf {w} } 是一組互相獨立的廣義坐標。所以，一般而言，每一個廣義坐標 {\displaystyle q_{k}} 可以用角度的傅立葉級數表示：
{\displaystyle q_{k}=\sum _{s_{1}=-\infty }^{\infty }\sum _{s_{2}=-\infty }^{\infty }\ldots \sum _{s_{N}=-\infty }^{\infty }A_{s_{1},s_{2},\ldots ,s_{N}}^{k}e^{i2\pi s_{1}w_{1}}e^{i2\pi s_{2}w_{2}}\ldots e^{i2\pi s_{N}w_{N}}} ；
其中， {\displaystyle A_{s_{1},s_{2},\ldots ,s_{N}}^{k}} 是傅立葉級數係數。
在大多數實際案例，物理系統的哈密頓-亞可比方程式 {\displaystyle {\mathcal {H}}\left(\mathbf {q} ,\ {\frac {\partial W}{\partial \mathbf {q} }}\right)=a_{\mathcal {H}}} 為完全可分的。那麼，一個原本廣義坐標 {\displaystyle q_{k}} 只需用其相應的角度變數的傅立葉級數表示：
{\displaystyle q_{k}=\sum _{s_{k}=-\infty }^{\infty }e^{i2\pi s_{i}w_{i}}} 。

## 基本規則總結
一般程序有三個步驟：
1. 計算作用量變數 {\displaystyle J_{i}} 。
2. 用作用量變數表示原本哈密頓量。
3. 取哈密頓量關於作用量變數的導數。這樣，可以求得頻率 {\displaystyle \nu _{i}} 。

## 簡併度
在有些案例，兩個不同的廣義坐標會有相同的頻率；也就是說，{\displaystyle \nu _{i}=\nu _{j}} for {\displaystyle i\neq j} 。稱這些案例的運動狀態為簡併。
簡併的運動給出暗示，很可能有更多的保守量。例如，克卜勒問題的頻率是簡併的，這對應於拉普拉斯-龍格-冷次向量的恆定性。
簡併的運動還給出暗示，在多於一種坐標系統裏，哈密頓-亞可比方程式會是完全可分的。例如，克卜勒問題在球坐標系與拋物線坐標系，都是完全可分的。